# ZAKSA Kędzierzyn-Koźle

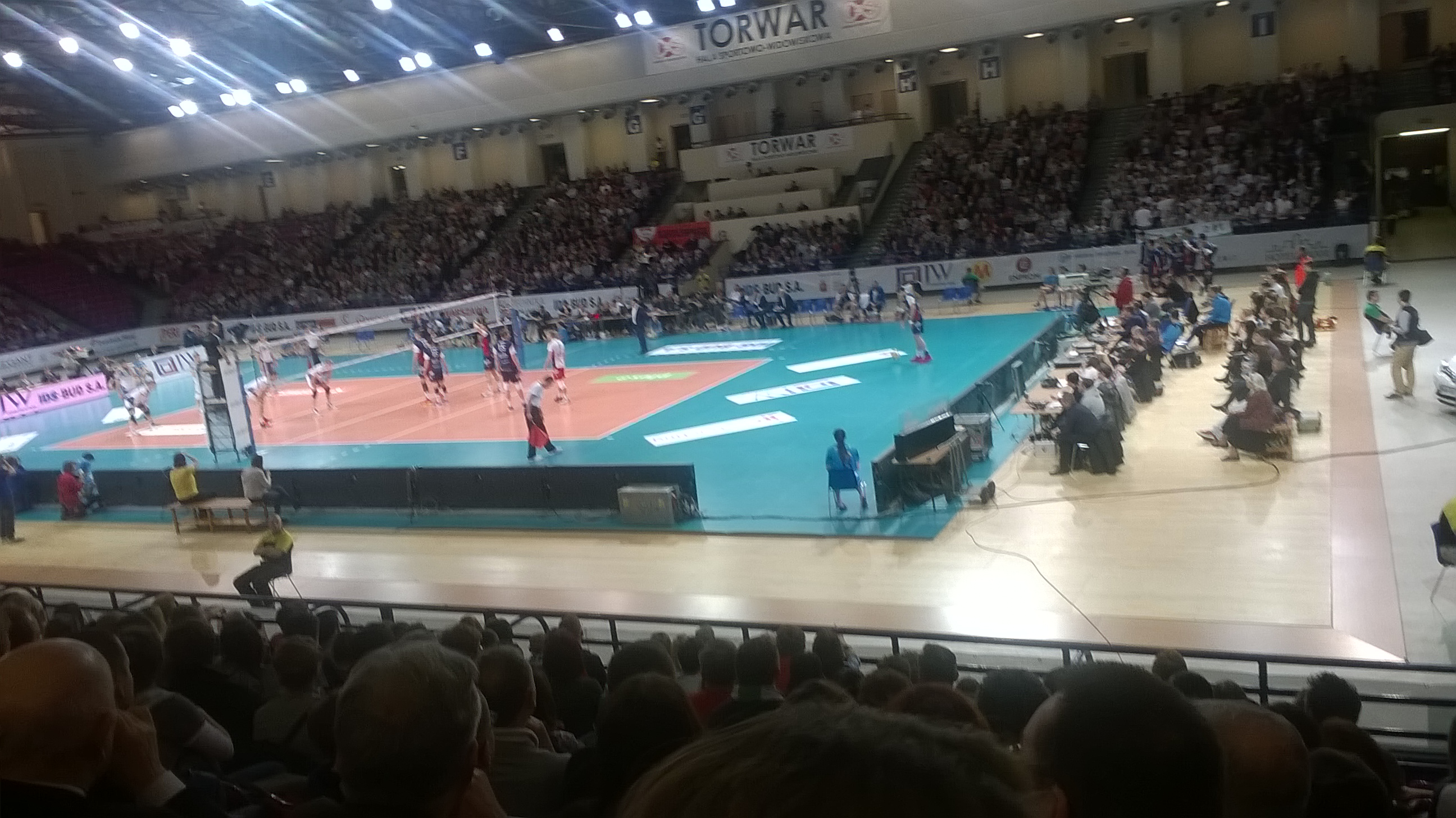
Mecz ligowy 15. kolejki sezonu PlusLiga (2015/2016) AZS Politechnika Warszawska - ZAKSA Kędzierzyn-Koźle, 30.01.2016

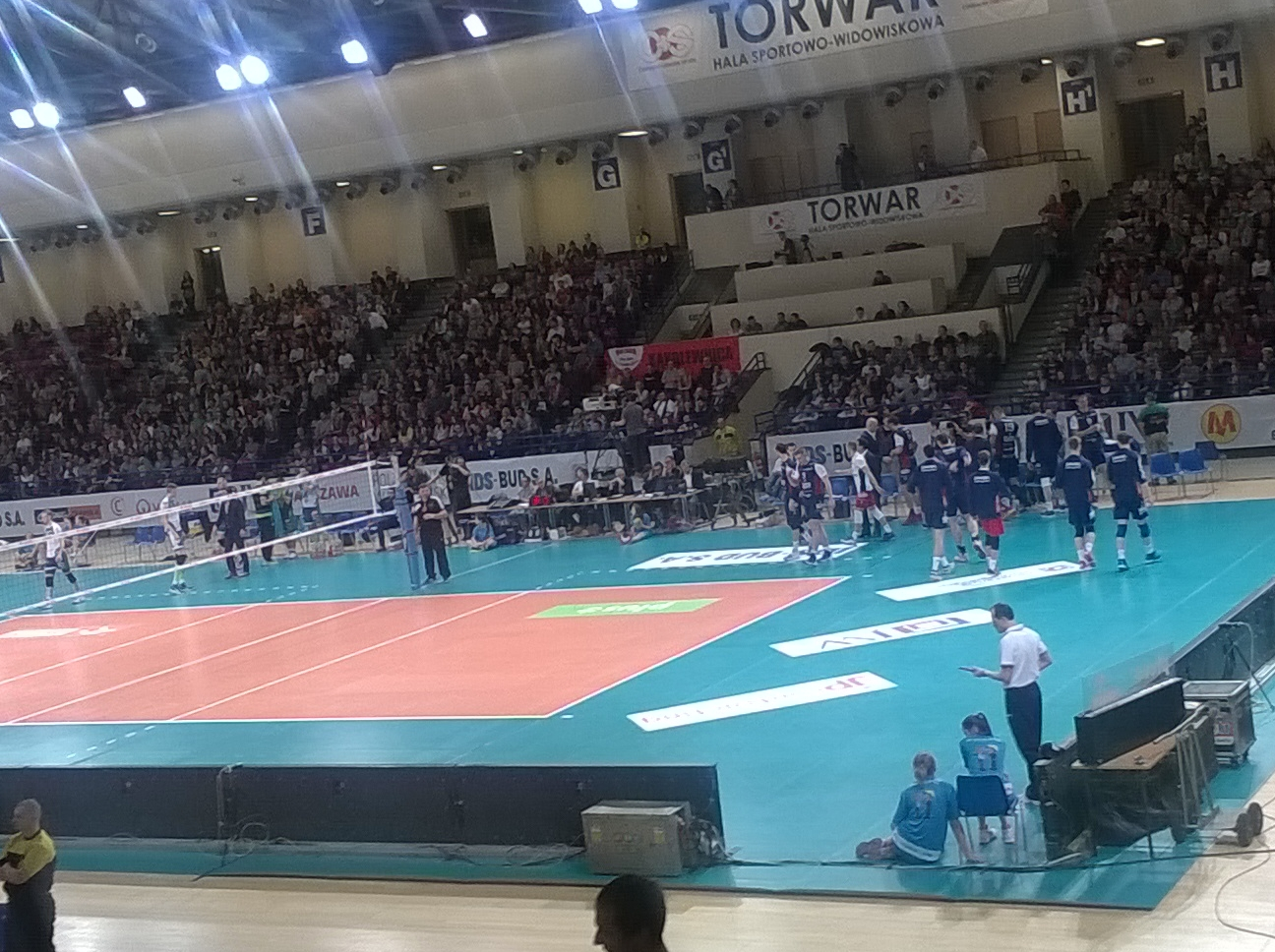
Mecz ligowy 15. kolejki sezonu PlusLiga (2015/2016) AZS Politechnika Warszawska - ZAKSA Kędzierzyn-Koźle, 30.01.2016

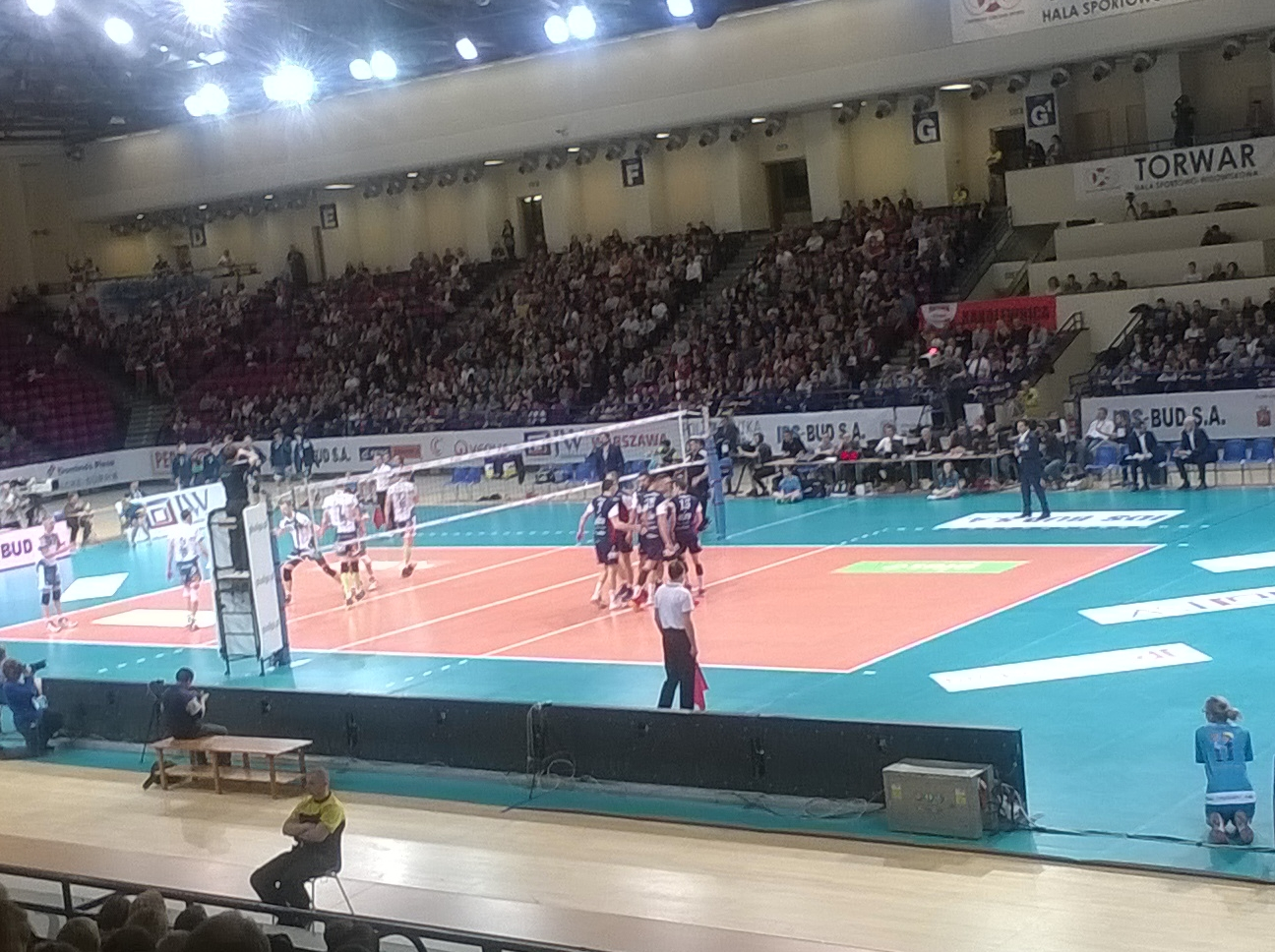
Mecz ligowy 15. kolejki sezonu PlusLiga (2015/2016) AZS Politechnika Warszawska - ZAKSA Kędzierzyn-Koźle, 30.01.2016

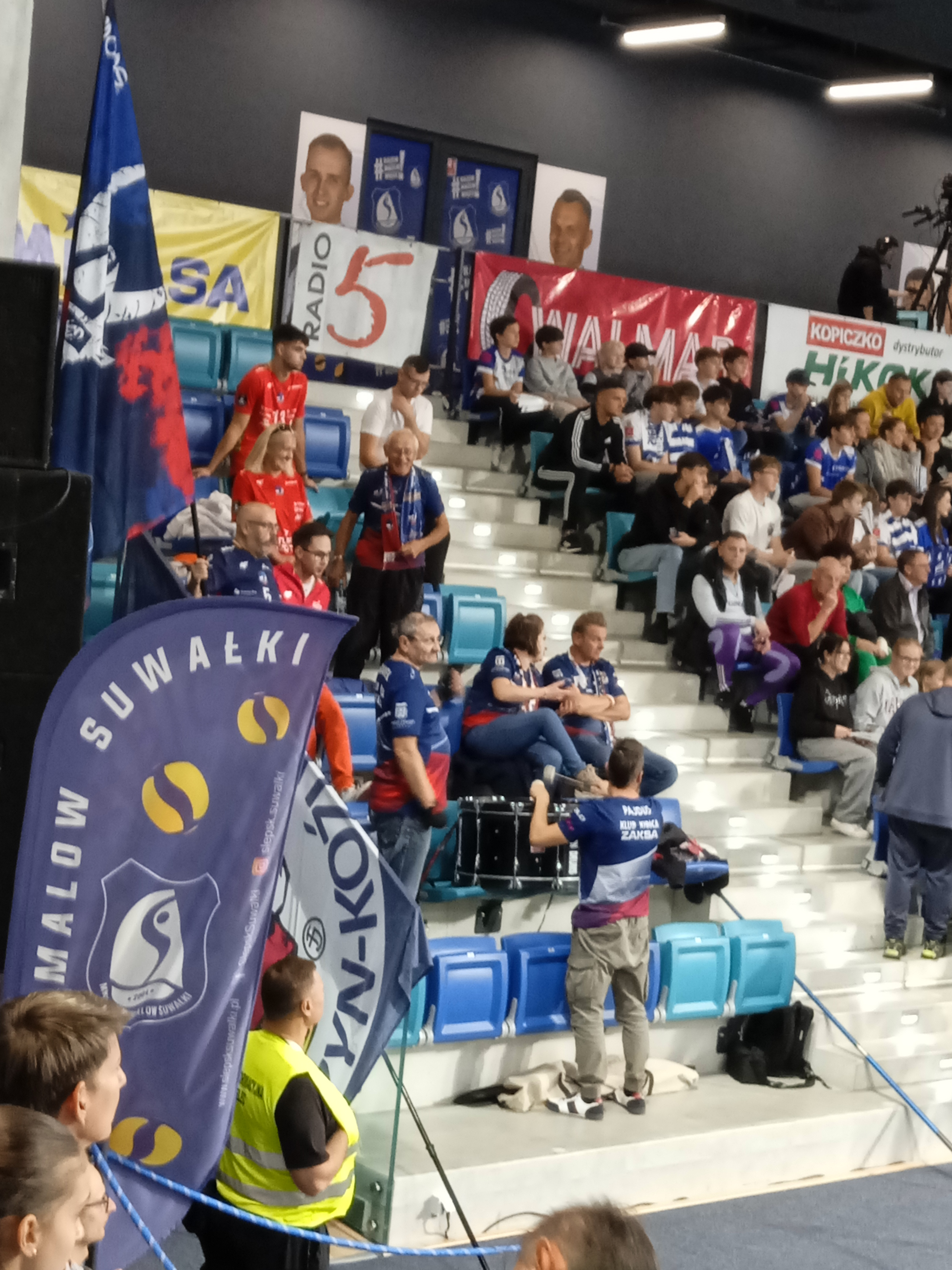
Klub kibica ZAKSY Kędzierzyn-Koźle

ZAKSA SA – polski męski klub siatkarski z siedzibą w Kędzierzynie-Koźlu, założony 8 marca 1994 na bazie sekcji piłki siatkowej Chemika Kędzierzyn-Koźle, od 16 lutego 2004 działający jako spółka akcyjna. 9-krotny mistrz kraju, 10-krotny zdobywca Pucharu Polski, 3-krotny triumfator Superpucharu Polski i 3-krotny zwycięzca Ligi Mistrzów. Od sezonu 2024/2025 drużyna występuje pod nazwą ZAKSA Kędzierzyn-Koźle.
W hali klubu ma powstać muzeum. Pomysł powstał, gdy rodzina byłego prezesa klubu Kazimierza Pietrzyka przekazała miastu Kędzierzyn-Koźle pamiątki po latach świetności Mostostalu. Całość zostanie umieszczona w gablocie w hali „Azoty”.
Podczas Gali Polskiej Ligi Siatkówki 2025 klub został wybrany najlepszą drużyną męską 25-lecia Polskiej Ligi Siatkówki.

## Historia

### Chronologia nazw
Chemik Kędzierzyn-Koźle
- 1947: Klub Sportowy (KS) Bierawianka
- 1951: KS Unia Kędzierzyn
- 1952: Kolejarz Kędzierzyn (KS Unia przekazała sekcję siatkówki do klubu Kolejarz)
- 1956: KS Unia Kędzierzyn (powrót sekcji siatkówki do KS Unia)
- 1968: Międzyzakładowy Klub Sportowy (MZKS) Chemik Kędzierzyn (połączenie z KS Unia Blachownia w jeden klub)
- 1976: MZKS Chemik Kędzierzyn-Koźle (Kędzierzyn oraz Koźle połączyły się, tworząc Kędzierzyn-Koźle)
- 1991: KS Chemik Kędzierzyn-Koźle
- 1993: KS Kędzierzyn (w czerwcu 1993 r. sekcja przestała istnieć)

ZAKSA
- 1994: KS Mostostal Zabrze w Kędzierzynie-Koźlu (utworzony na bazie rozwiązanej sekcji siatkówki KS Chemik)
- 1995: KS Mostostal ZA Kędzierzyn-Koźle
- 1998: Mostostal Azoty Kędzierzyn-Koźle
- 2005: Mostostal-Azoty SSA Kędzierzyn-Koźle
- 2007: ZAKSA Kędzierzyn-Koźle
- 2019: Grupa Azoty ZAKSA Kędzierzyn-Koźle
- 2024: ZAKSA Kędzierzyn-Koźle[3]

### Początki siatkówki
Początki siatkówki w Kędzierzynie sięgają 1947 r., gdy utworzono klub sportowy „Bierawianka”, który w 1951 r. zmienił nazwę na KS Unia Kędzierzyn. Jednak siatkówka rodziła się w Kędzierzynie w wielkich bólach. Nie było sali i sprzętu, mimo wszystko znaleźli się ludzie, którzy poświęcili się swojej pasji. Z powodu kiepskiej sytuacji finansowej w rok po założeniu sekcję przejął „Kolejarz” Kędzierzyn. „Unia” odzyskała siatkarzy dopiero w 1956 r. W 1969 r. doszło do fuzji Unii Kędzierzyn z Unią Blachownia, w wyniku której powstał MZKS Chemik Kędzierzyn. W 1971 r. otwarto nową halę widowiskowo-sportową, wybudowaną z funduszy miejscowych zakładów przemysłowych, która miała stać się centrum rozwoju halowych dyscyplin sportu. Paradoksalnie jednak w następnym roku rozwiązano w Kędzierzynie sekcję siatkówki. W 1973 r. siatkówka znów zagościła w Kędzierzynie. Jednak już w 1978 r. zespół seniorów już pod nazwą Chemika Kędzierzyn awansował do II ligi. W 1980 r. drużyna na rok wróciła do niższej klasy rozgrywek, aby po roku znów zawitać do grona drugoligowców. W 1991 r. siatkarze Chemika odnieśli kolejny sukces – był nim awans do serii B I ligi. W 1993 r., grając jeszcze w Serii B, zespół Chemika wystąpił w finale Pucharu Polski w Opolu, zajmując 4. miejsce.

### Ekstraklasa
W 1994 r. rozpoczęła się już era Mostostalu. Miłośnicy siatkówki w Kędzierzynie – wśród których był wieloletni Prezes kędzierzyńskiej drużyny Kazimierz Pietrzyk, wówczas kierownik sekcji drużyny siatkówki Chemika Kędzierzyn i dyrektor filii Mostostalu Zabrze – na bazie sekcji siatkówki Chemika Kędzierzyn – Koźle utworzyli 8 marca 1994 profesjonalny klub o nazwie: KS Mostostal Zabrze w Kędzierzynie – Koźlu, który 14 marca 1994 zarejestrowany został w Urzędzie Wojewódzkim w Opolu. Ich marzeniem był awans do serii A i walka o najwyższe trofea w Polsce. Już w 1995 r. te plany spełniły się. Pierwszy sezon w Serii A nie przyniósł większych sukcesów, chociaż samo utrzymanie w gronie najlepszych drużyn siatkarskich Polski można uznać za spore osiągnięcie. Młoda stażem drużyna z Kędzierzyna spisywała się rewelacyjnie w całym następnym sezonie. Najpierw wywalczyła awans do turnieju finałowego Pucharu Polski rozgrywanego w Radomiu. Tam podopieczni Leszka Milewskiego doszli aż do finału ze Stilonem Gorzów, który jednak przegrali. Siatkarze Mostostalu również niespodziewanie wywalczyli awans do finału, jednak tym razem faworytem był AZS Częstochowa. Pierwsze mistrzostwo Polski zdobyli rok później pokonując w finale Morze Szczecin. W kolejnym sezonie Mostostal znowu musiał uznać wyższość AZS-u Częstochowa. Przez kolejne 4 lata Mostostal nie schodził z mistrzowskiego tronu, zarówno w lidze jak i w pucharze Polski. Trzy razy z rzędu zdobyli podwójną koronę. Do tych sukcesów doszły jeszcze występy na arenie międzynarodowej. W 2000 r. stanęli na 3. miejscu Pucharu CEV, a w 2003 r. w Lidze Mistrzów. To był ostatni wielki sukces klubu do 2011 r., gdy klub wywalczył wicemistrzostwo Polski i zajął 2. miejsce w Pucharze CEV. Kolejne lata to już na stałe powrót do czołówki ligi i walka o medale. W 2016 r. rozpoczęła się druga złota seria klubu, który przez następne 4 lata wygrywał fazę zasadniczą i grał w finale ligi trzykrotnie go wygrywając. W tym czasie Zaksa wygrała również dwukrotnie Puchar Polski, a w sezonie 2017/18 grała ona w Final Four Ligi Mistrzów. Na początek sezonu  jubileuszowego 25-lecia klubu drużyna wygrała Superpuchar Polski. Z powodu pandemii koronawirusa sezon został zakończony przedwcześnie i bez wyłonienia tytuły mistrzowskiego. W momencie zakończenia ligi ZAKSA znajdowała się na pierwszym miejscu w tabeli. Kolejny sezon był najlepszy w całej dotychczasowej historii klubu, rozpoczął go sukces w Superpucharze Polski, następnie kędzierzynianie zwyciężyli w Pucharze Polski. Dominowali oni również w rozgrywkach krajowych - zakończyli oni fazę zasadniczą na pierwszym miejscu z bilansem 23 zwycięstw i jedynie 3 porażek oraz z przewagą 14 punktów nad drugim Jastrzębskim Węglem. Ostatecznie jednak po przegranym finale drużyna musiała zadowolić się tytułem wicemistrzów Polski. Jednak największym sukcesem w tym sezonie było dostanie się do finału najważniejszych klubowych rozgrywek siatkarskich - Ligi Mistrzów. Po łatwym sukcesie w fazie grupowej przyszła kolej na fazę play-off, w której ZAKSA zmierzyła się z obrońcą tytułu Cucine Lube Civitanova. Po dwóch emocjonujących meczach oraz złotym secie drużyna awansowała do półfinału, w którym czekali już na nich siatkarze wielokrotnego zdobywcy Ligi Mistrzów i mistrza Rosji Zenita Kazań. Po dwóch meczach zakończonych porażką obu gospodarzy 3:2 i wielkich emocjach stan rywalizacji wynosił 1:1 i konieczne było rozegranie po raz kolejny złotego seta. W nim lepsi okazali się kędzierzynianie i pierwszy raz w historii klubu awansowali oni do finału Ligi Mistrzów. Pokonali oni w nim włoskie Itas Trentino 3:1 będąc tym samym pierwszym polskim klubem od 43 lat, który zwyciężył w Lidze Mistrzów. W grudniu 2021 r. powstał pomnik, który ma przypominać triumf siatkarzy z Kędzierzyn-Koźla. W styczniu 2022 r. w 87. Plebiscycie Przeglądu Sportowego klub z Kędzierzyna-Koźla został drużyną roku 2021. W lutym 2022 r. trzeci raz z rzędu (w sezonie 2019/20 turniej finałowy Pucharu Polski nie odbył się z powodu pandemii) drużyna triumfowała w finale Pucharu Polski, było to rekordowe w historii dziewiąte zwycięstwo w tych rozgrywkach. Kolejnym sukcesem było wygranie siódmy raz z rzędu sezonu zasadniczego Plusligi. Równie owocne okazały się dla Zaksy rozgrywki Ligi Mistrzów, po pokonaniu Jastrzębskiego Węgla w półfinale drużyna kędzierzynian drugi sezon z rzędu awansowała do wielkiego finału rozgrywek. W finale drugi raz z rzędu spotkała się Zaksa z włoskim Itas Trentino i obroniła tytuł.

## Klub Kibica
Klub Kibica założono 16 października 1997. Rejestracja w sądzie nastąpiła 30 października 1998. W maju 2001 r. Klub Kibica otrzymał od Polskiego Komitetu Olimpijskiego honorową nagrodę fair play. Jesienią 2007 r. został rozwiązany. Następnie funkcjonował pod nazwą „Stowarzyszenie Sympatyków Piłki Siatkowej w Kędzierzynie-Koźlu”, lecz rozwiązano go 2 stycznia 2011, po przegranym 2:3 meczu ze Skrą Bełchatów.

## Bilans sezon po sezonie
| Sezon                             | Miejsce                 | Puchary                                   |
| --------------------------------- | ----------------------- | ----------------------------------------- |
| 1977/1978 – III liga              | awans do II ligi        |                                           |
| 1978/1979 – II liga               |                         |                                           |
| 1979/1980 – II liga               | spadek do III ligi      |                                           |
| 1980/1981 – III liga              | awans do II ligi        |                                           |
| 1981/1982 – II liga               |                         |                                           |
| 1982/1983 – II liga               |                         |                                           |
| 1983/1984 – II liga               |                         |                                           |
| 1984/1985 – II liga               |                         |                                           |
| 1985/1986 – II liga               |                         |                                           |
| 1986/1987 – II liga               |                         |                                           |
| 1987/1988 – II liga               |                         |                                           |
| 1988/1989 – II liga               |                         |                                           |
| 1989/1990 – II liga               |                         |                                           |
| 1990/1991 – II liga               | awans do I ligi serii B |                                           |
| 1991/1992 – I liga seria B        |                         |                                           |
| 1992/1993 – I liga seria B        |                         |                                           |
| 1993/1994 – I liga seria B        |                         |                                           |
| 1994/1995 – I liga seria B        | awans do I ligi serii A |                                           |
| 1995/1996 – I liga seria A        | 7                       |                                           |
| 1996/1997 – I liga seria A        | 2                       | Finał Pucharu Polski                      |
| 1997/1998 – I liga seria A        | 1                       |                                           |
| 1998/1999 – I liga seria A        | 2                       |                                           |
| 1999/2000 – I liga seria A        | 1                       | Puchar Polski 3. miejsce w Pucharze CEV   |
| 2000/2001 – Polska Liga Siatkówki | 1                       | Puchar Polski                             |
| 2001/2002 – Polska Liga Siatkówki | 1                       | Puchar Polski                             |
| 2002/2003 – Polska Liga Siatkówki | 1                       | 3. miejsce w Lidze Mistrzów               |
| 2003/2004 – Polska Liga Siatkówki | 6                       |                                           |
| 2004/2005 – Polska Liga Siatkówki | 5                       |                                           |
| 2005/2006 – Polska Liga Siatkówki | 8                       |                                           |
| 2006/2007 – Polska Liga Siatkówki | 6                       |                                           |
| 2007/2008 – Polska Liga Siatkówki | 6                       |                                           |
| 2008/2009 – PlusLiga              | 4                       |                                           |
| 2009/2010 – PlusLiga              | 4                       |                                           |
| 2010/2011 – PlusLiga              | 2                       | Finał Pucharu Polski Finał Pucharu CEV    |
| 2011/2012 – PlusLiga              | 3                       |                                           |
| 2012/2013 – PlusLiga              | 2                       | Puchar Polski                             |
| 2013/2014 – PlusLiga              | 4                       | Puchar Polski                             |
| 2014/2015 – PlusLiga              | 6                       |                                           |
| 2015/2016 – PlusLiga              | 1                       | Finał Pucharu Polski                      |
| 2016/2017 – PlusLiga              | 1                       | Puchar Polski                             |
| 2017/2018 – PlusLiga              | 2                       |                                           |
| 2018/2019 – PlusLiga              | 1                       | Superpuchar Polski Puchar Polski          |
| 2019/2020 – PlusLiga              | 1                       | Superpuchar Polski                        |
| 2020/2021 – PlusLiga              | 2                       | Puchar Polski 1. miejsce w Lidze Mistrzów |
| 2021/2022 – PlusLiga              | 1                       | Puchar Polski 1. miejsce w Lidze Mistrzów |
| 2022/2023 – PlusLiga              | 2                       | Puchar Polski 1. miejsce w Lidze Mistrzów |
| 2023/2024 – PlusLiga              | 10                      | Superpuchar Polski                        |
| 2024/2025 – PlusLiga              | 5                       |                                           |

Poziom rozgrywek:
     pierwszy, najwyższy ogólnokrajowy
     drugi
     trzeci
     czwarty

## Sukcesy
Mistrzostwa Polski:

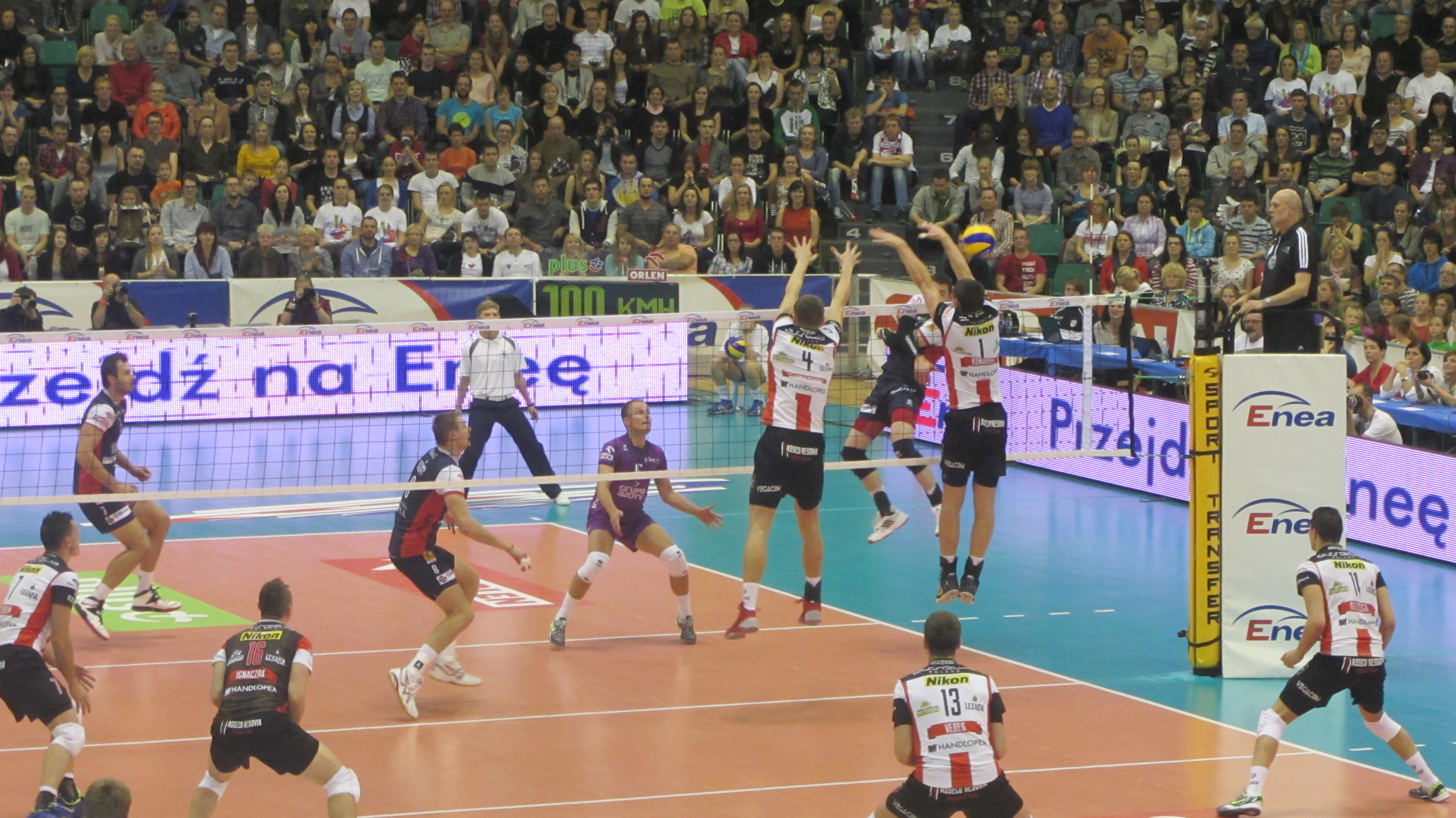
Mecz o Superpuchar Polski 2013 pomiędzy klubami Asseco Resovii Rzeszów a ZAKSĄ Kędzierzyn-Koźle

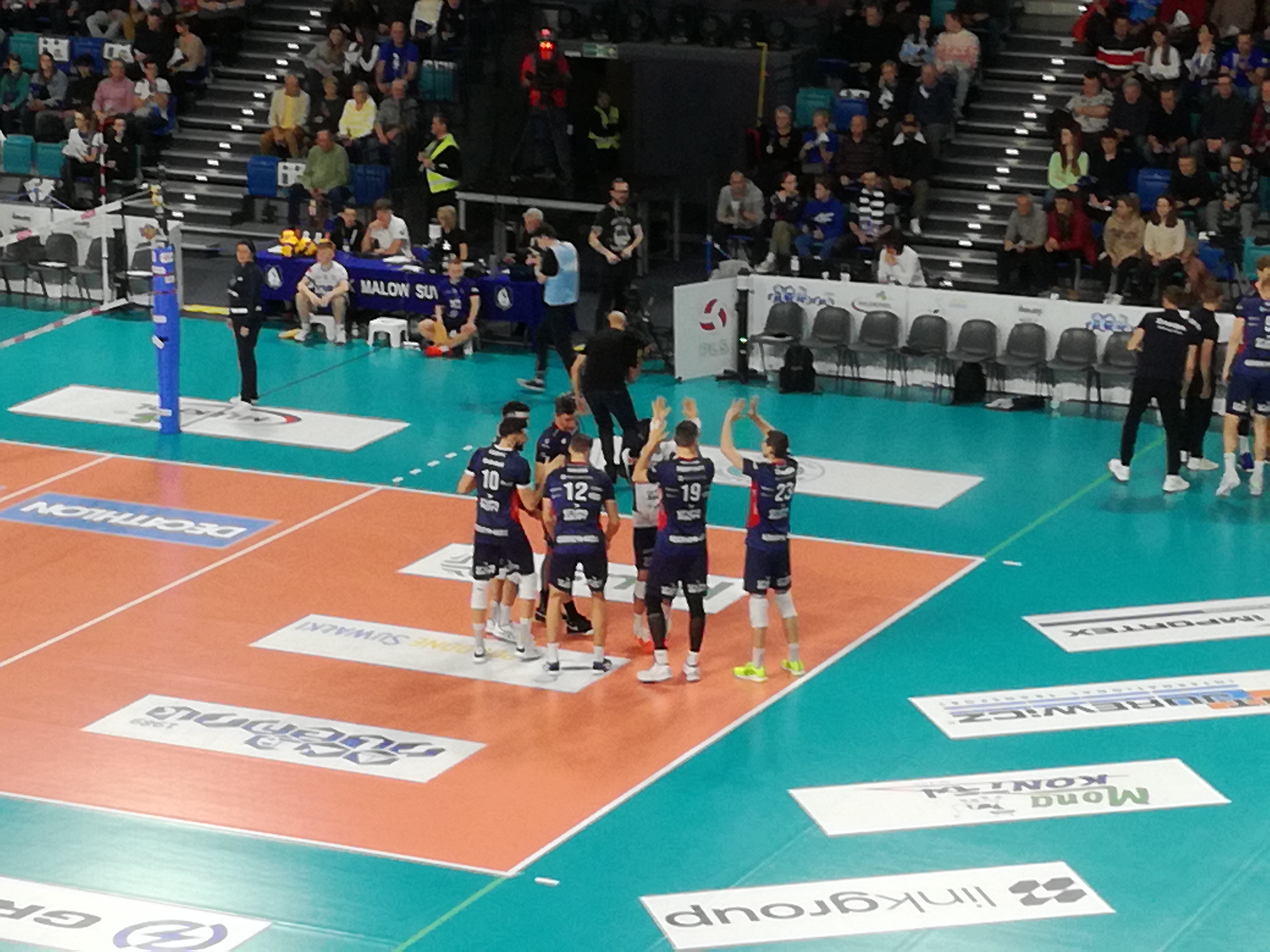
Wyjściowa 6 Grupy Azoty ZAKSA Kędzierzyn-Koźle w meczu ze Ślepskiem Malow Suwałki w 13. kolejce PlusLiga (2023/2024), 22.12.2023

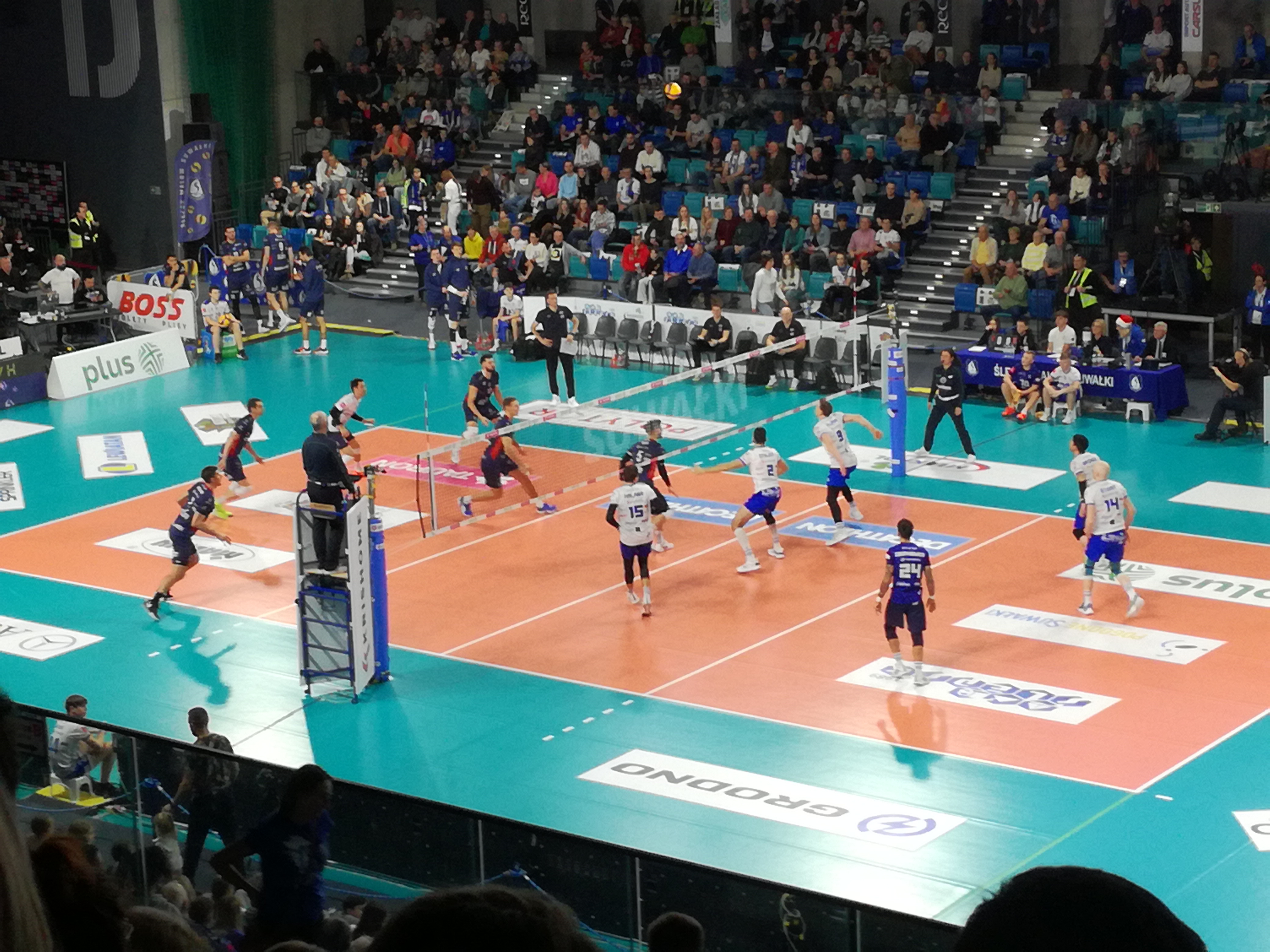
Siatkarze Grupy Azoty ZAKSY Kędzierzyn-Koźle w meczu 13. kolejki PlusLigi (2023/2024) ze Ślepskiem Malow Suwałki, 22.12.2023

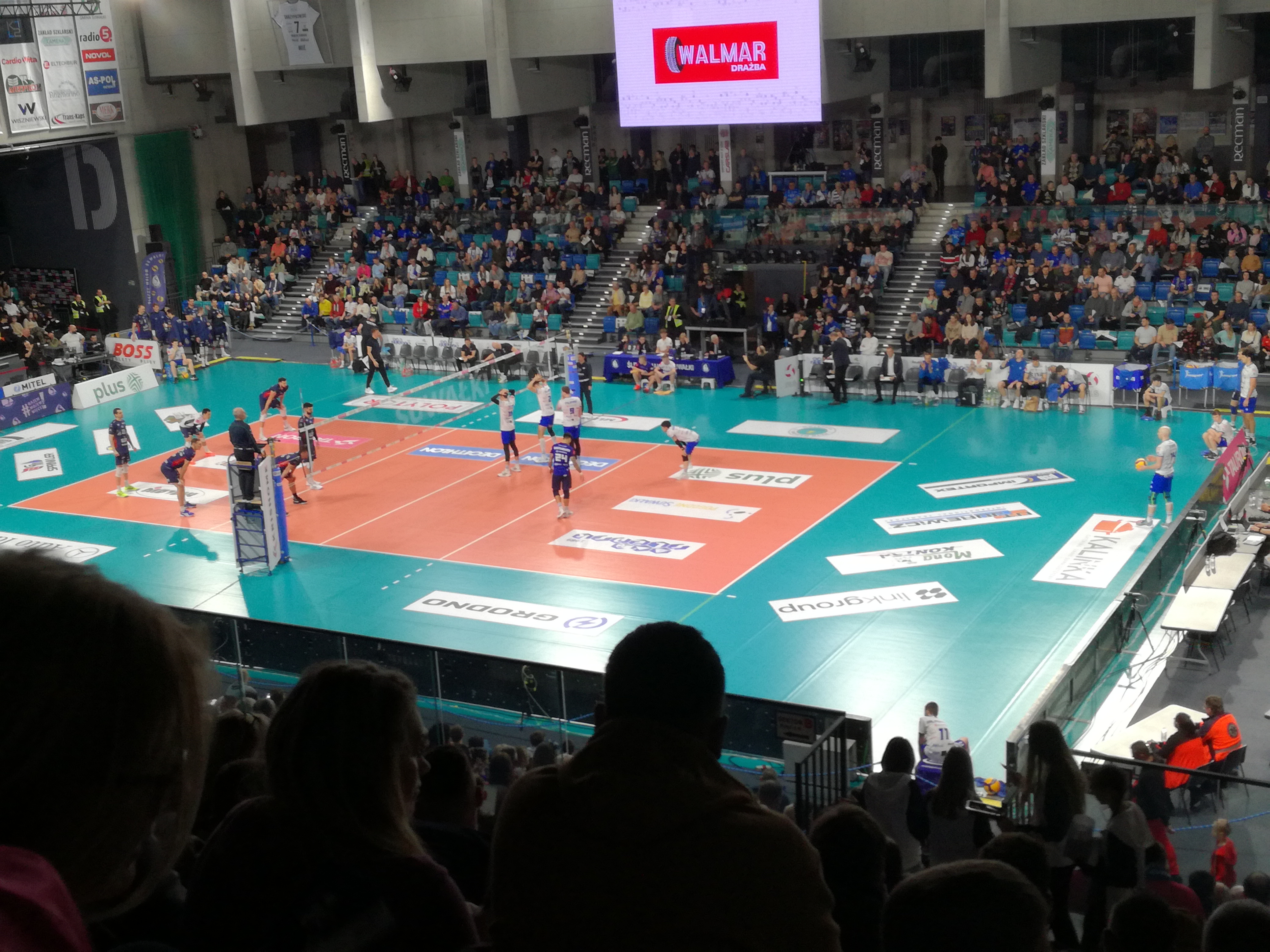
Siatkarze Grupy Azoty ZAKSY Kędzierzyn-Koźle w meczu 13. kolejki PlusLigi (2023/2024) ze Ślepskiem Malow Suwałki, 22.12.2023

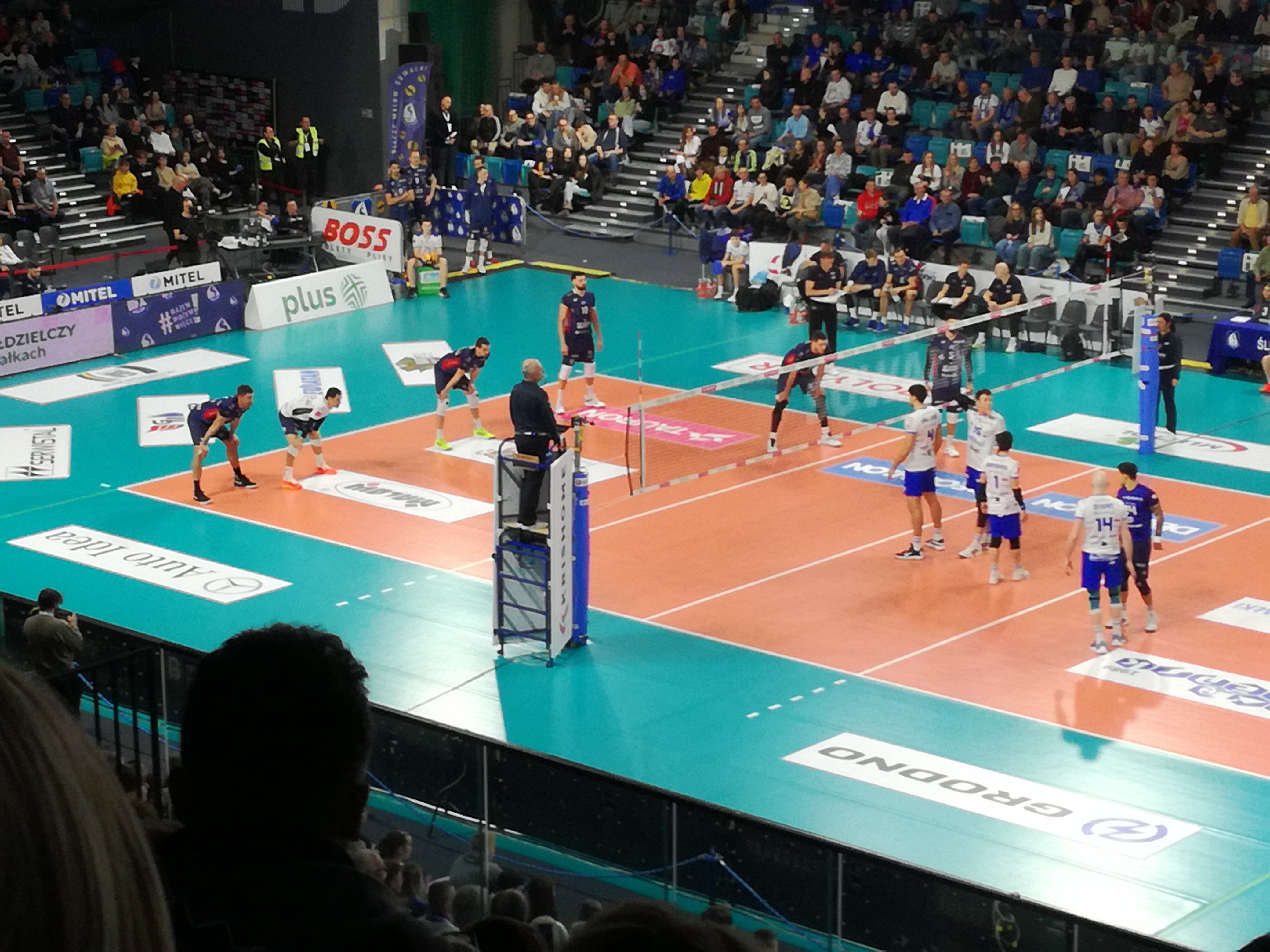
Siatkarze Grupy Azoty ZAKSY Kędzierzyn-Koźle w meczu 13. kolejki PlusLigi (2023/2024) ze Ślepskiem Malow Suwałki, 22.12.2023

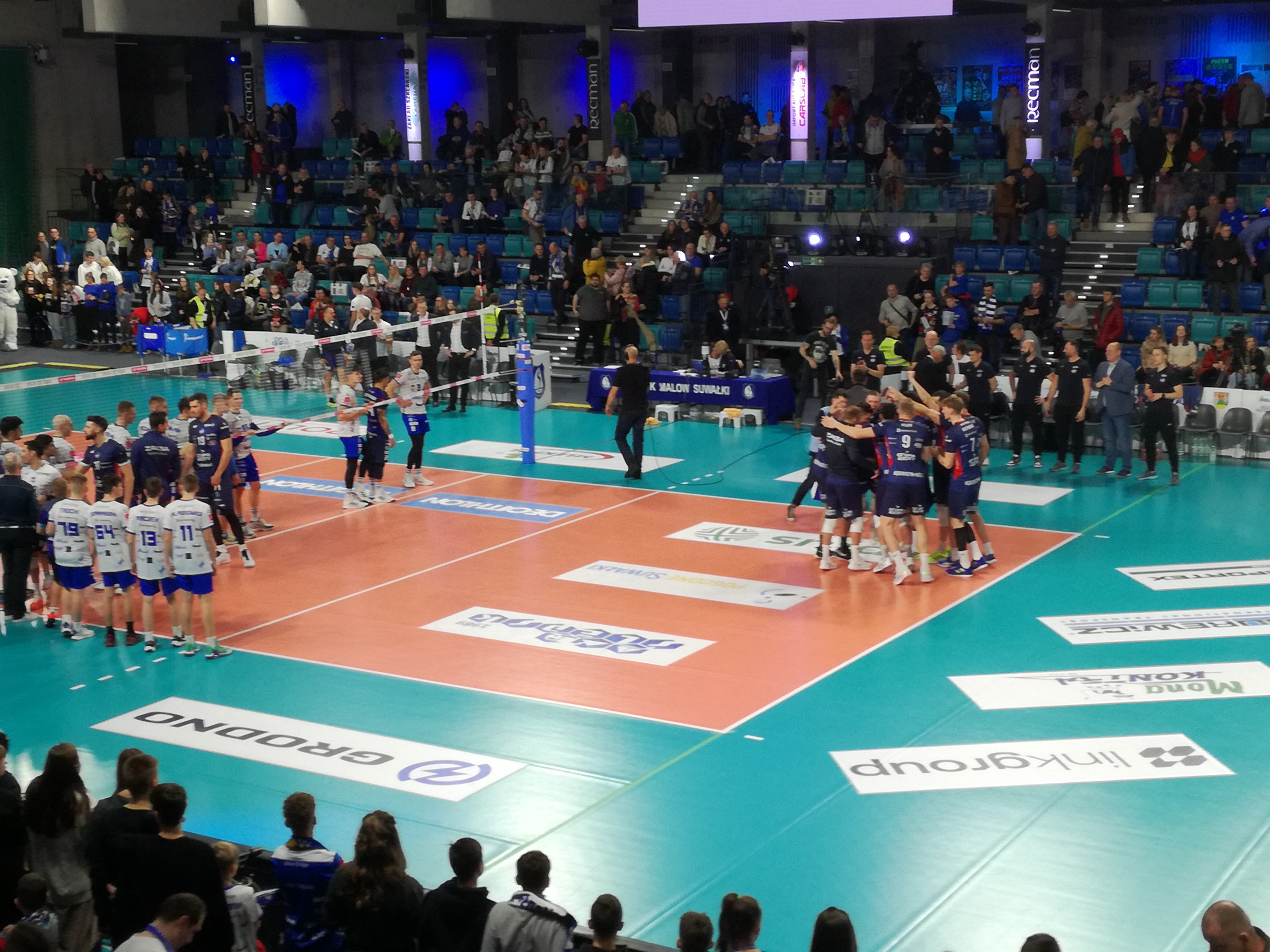
Siatkarze Grupy Azoty ZAKSY Kędzierzyn-Koźle po wygranym meczu 13. kolejki PlusLigi (2023/2024) ze Ślepskiem Malow Suwałki, 22.12.2023

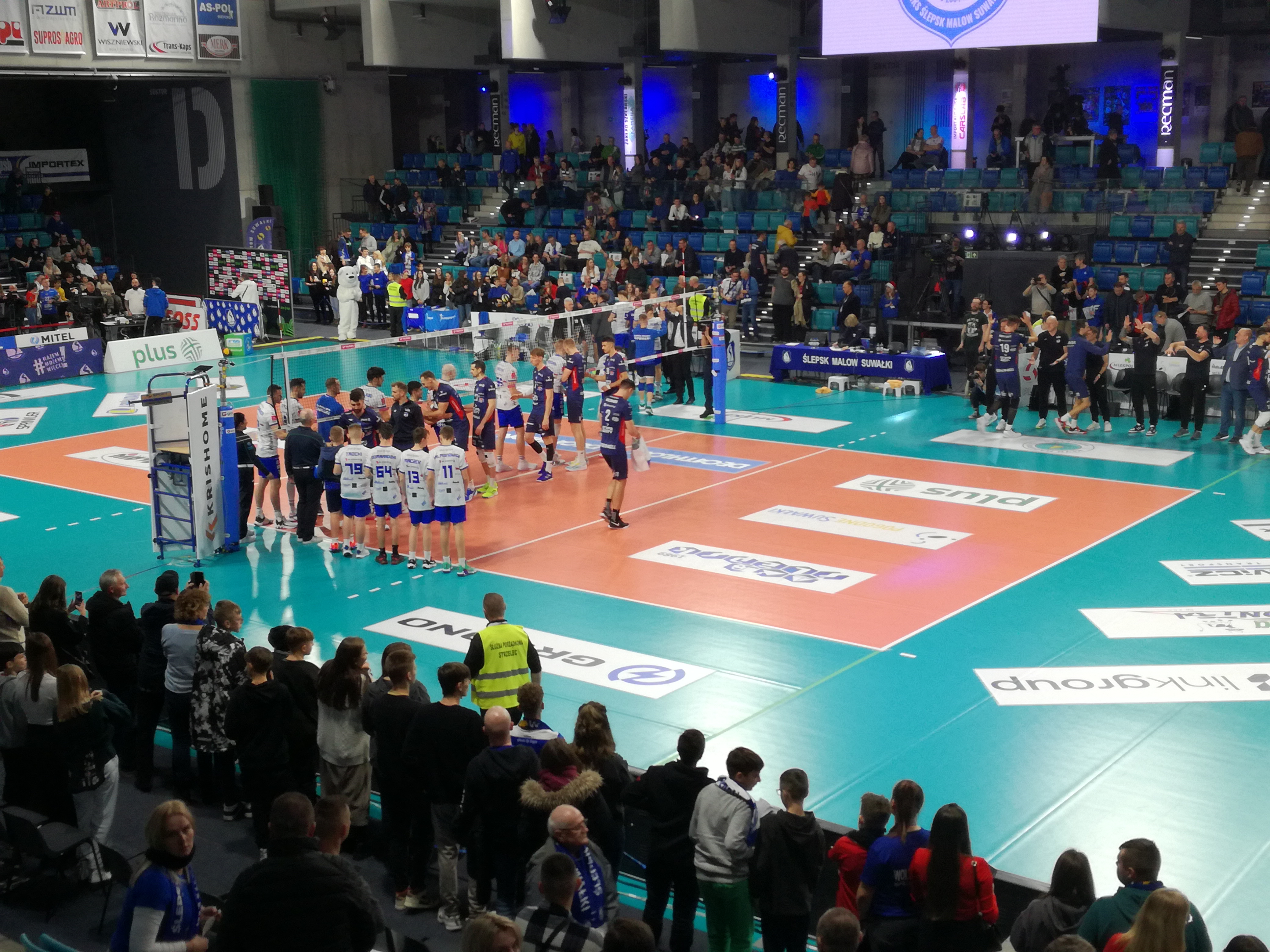
Siatkarze Grupy Azoty ZAKSY Kędzierzyn-Koźle po wygranym meczu 13. kolejki PlusLigi (2023/2024) ze Ślepskiem Malow Suwałki, 22.12.2023

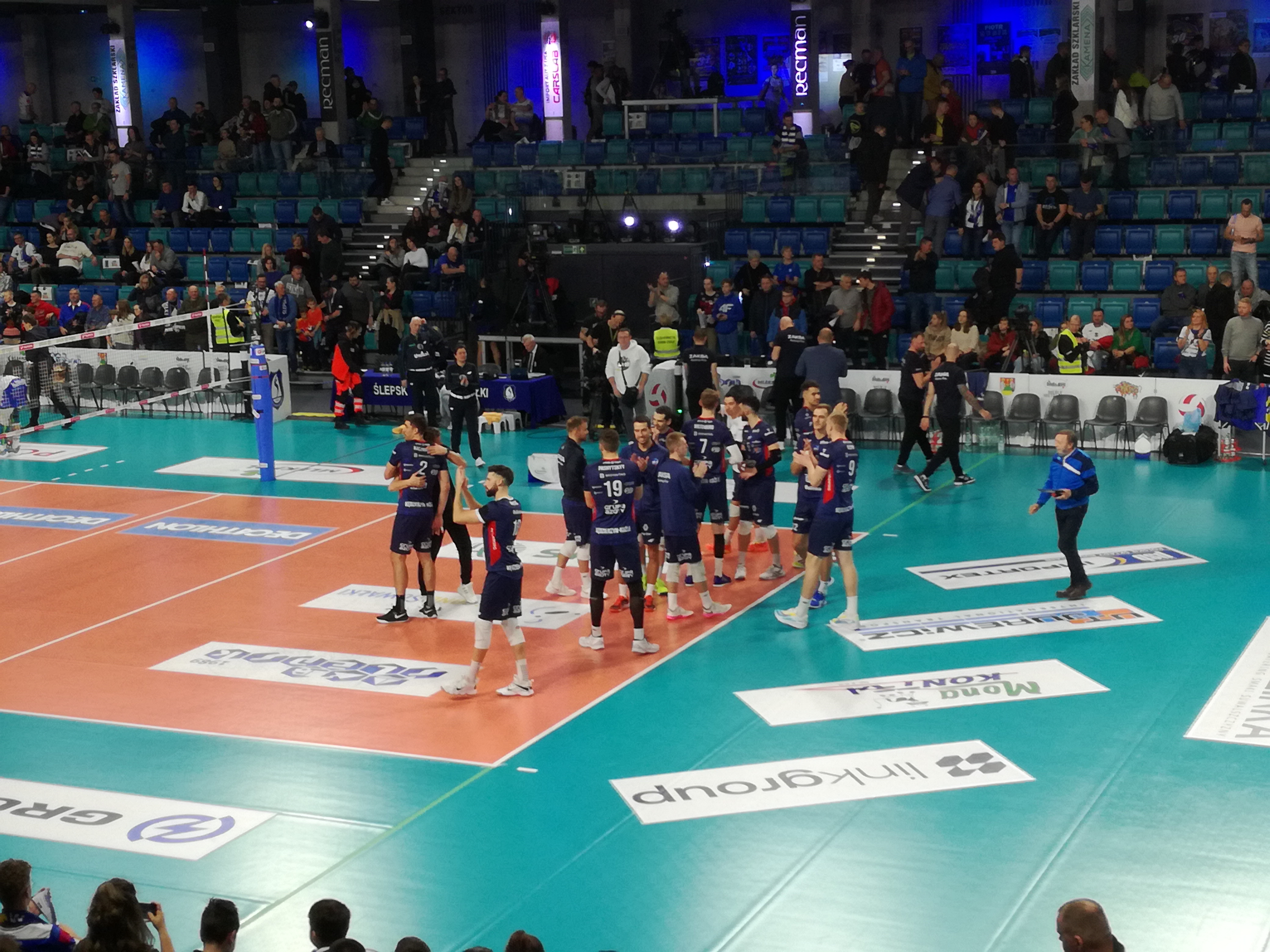
Siatkarze Grupy Azoty ZAKSY Kędzierzyn-Koźle po wygranym meczu 13. kolejki PlusLigi (2023/2024) ze Ślepskiem Malow Suwałki, 22.12.2023

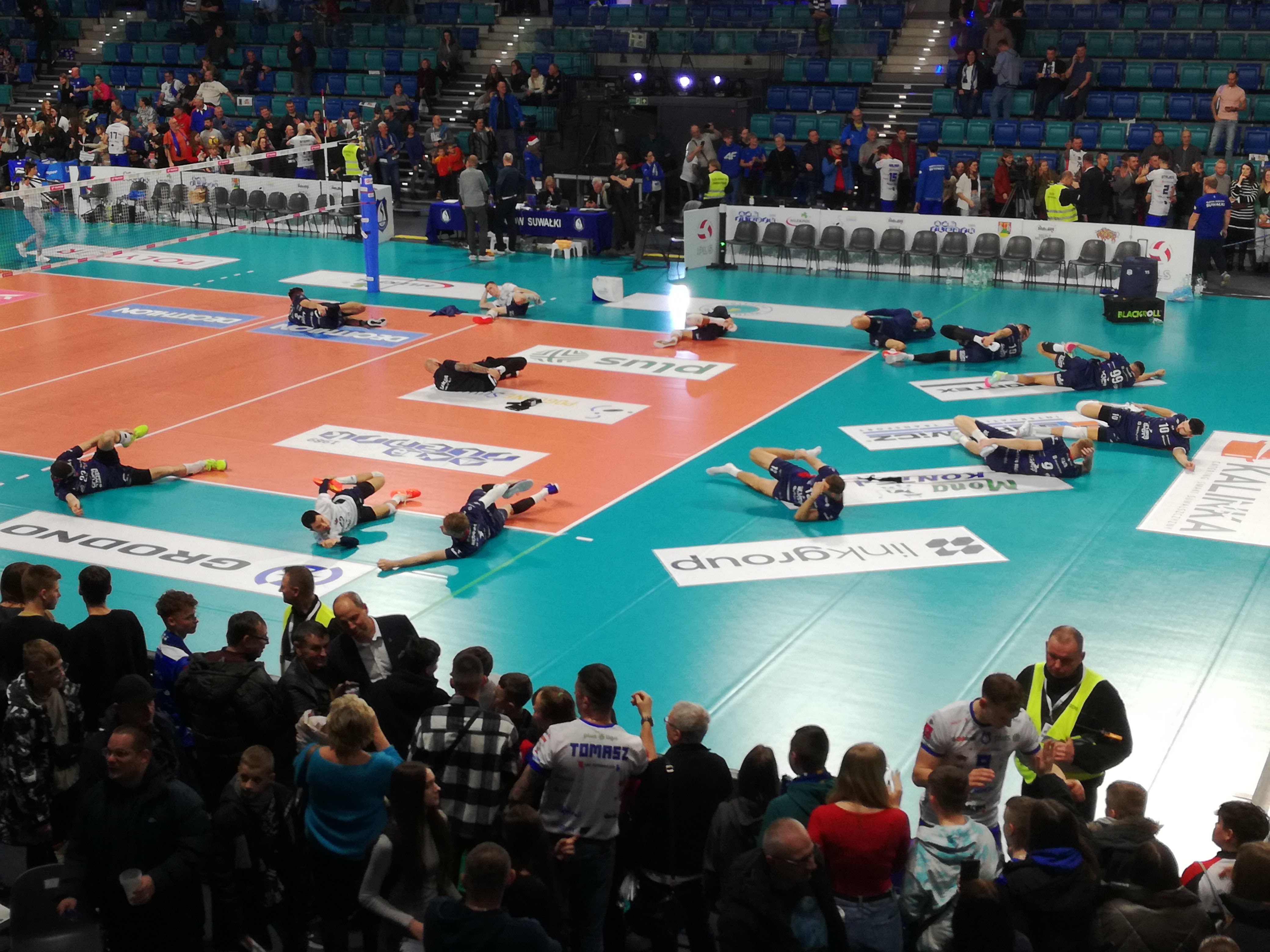
Siatkarze Grupy Azoty ZAKSY Kędzierzyn-Koźle podczas rozciągania się po wygranym meczu 13. kolejki PlusLigi (2023/2024) ze Ślepskiem Malow Suwałki, 22.12.2023

- 1. miejsce (9x): 1998, 2000, 2001, 2002, 2003, 2016, 2017, 2019, 2022
- 2. miejsce (7x): 1997, 1999, 2011, 2013, 2018, 2021, 2023[7]
- 3. miejsce (1x): 2012

 Puchar Polski:
- Zwycięstwo (10x): 2000, 2001, 2002, 2013, 2014, 2017, 2019, 2021, 2022, 2023
- Finał (3x): 1997, 2011, 2016

 Superpuchar Polski:
- Zwycięstwo (3x): 2019, 2020, 2023
- Finał (5x): 2013, 2014, 2017, 2021, 2022

 Liga Mistrzów:
- 1. miejsce (3x): 2021, 2022, 2023
- 3. miejsce (1x): 2003
- 4. miejsce (3x): 2002, 2013, 2018

 Puchar CEV:
- Finał (1x): 2011
- 3-4. miejsce (1x): 2015

 Puchar Challenge:
- 3. miejsce (1x): 2000

## Skład zespołu w sezonie 2025/2026[8]
- Pierwszy trener:  Andrea Giani
- Trener przygotowania fizycznego: Piotr Pietrzak
- Statystyk: Mateusz Musiał
- Dyrektor sportowy: Wojciech Serafin
- Team Manager: Paweł Niebylski

| Nr                     | Imię i nazwisko         | Data ur.   | Wzrost | Pozycja      |
| ---------------------- | ----------------------- | ---------- | ------ | ------------ |
| 7                      | Igor Grobelny           | 08.06.1993 | 194    | przyjmujący  |
| 10                     | Mateusz Rećko           | 30.05.1998 | 196    | atakujący    |
| 13                     | Rafał Szymura (kapitan) | 29.08.1995 | 196    | przyjmujący  |
| 21                     | Karol Urbanowicz        | 24.02.2001 | 200    | środkowy     |
| 23                     | Jakub Szymański         | 25.03.1998 | 200    | przyjmujący  |
| Potwierdzone transfery |                         |            |        |              |
|                        | Kamil Rychlicki         | 01.11.1996 | 204    | atakujący    |
|                        | Quinn Isaacson          | 19.02.1999 | 190    | rozgrywający |
|                        | Bartosz Zych            | 15.07.2006 | 206    | przyjmujący  |
|                        | Mateusz Czunkiewicz     | 16.12.1996 | 183    | libero       |
|                        | Szymon Jakubiszak       | 13.02.1998 | 208    | środkowy     |
|                        | Konrad Stajer           | 30.05.1994 | 200    | środkowy     |
|                        | Marcin Krawiecki        | 21.07.1998 | 188    | rozgrywający |
|                        | Bartosz Fijałek         | 30.08.2003 | 180    | libero       |
|                        | Wojciech Kraj           | 02.04.2000 | 210    | środkowy     |

## Prezesi klubu
| Nazwisko            | Od   | Do   |
| ------------------- | ---- | ---- |
| Kazimierz Pietrzyk  | 1994 | 2012 |
| Sabina Nowosielska  | 2012 | 2014 |
| Mirosław Ptasiński  | 2014 | 2015 |
| Paweł Rosak         | 2015 | 2015 |
| Sebastian Świderski | 2015 | 2021 |
| Piotr Szpaczek      | 2022 | 2024 |
| Jadwiga Cichoń      | 2024 |      |

## Zawodnicy

### Mistrzowskie składy
KS Mostostal ZA Kędzierzyn-Koźle – mistrz Polski 1997/1998
- 1 Sławomir Skrzypiec
- 2 Roland Dembończyk
- 3 Marcin Prus
- 4 Michał Chadała
- 5 Sławomir Gerymski
- 6 Andrzej Solski
- 7 Rafał Musielak
- 8 Leszek Kurowski
- 9 Bogusław Mienculewicz
- 10 Wojciech Serafin
- 11 Paweł Papke
- I trener Jan Such
- II trener Andrzej Kubacki

Mostostal-Azoty Kędzierzyn-Koźle – mistrz Polski 1999/2000
- 2 Roland Dembończyk
- 3 Piotr Lipiński
- 5 Michał Chadała
- 6 Sławomir Gerymski
- 7 Igor Woronin
- 8 Rafał Musielak
- 9 Przemysław Lach
- 10 Robert Szczerbaniuk
- 11 Marcin Prus
- 12 Wojciech Serafin
- 14 Paweł Papke
- I trener Waldemar Wspaniały
- II trener Andrzej Kubacki

Mostostal-Azoty Kędzierzyn-Koźle – mistrz Polski 2000/2001
- 2 Roland Dembończyk
- 3 Piotr Lipiński
- 4 Marcin Prus
- 5 Michał Chadała
- 6 Sławomir Gerymski
- 7 Dušan Kubica
- 8 Rafał Musielak
- 9 Przemysław Lach
- 10 Robert Szczerbaniuk
- 12 Wojciech Serafin
- 13 Sebastian Świderski
- 14 Paweł Papke
- I trener Waldemar Wspaniały
- II trener Andrzej Kubacki

Mostostal-Azoty Kędzierzyn-Koźle – mistrz Polski 2001/2002
- 2 Roland Dembończyk
- 3 Piotr Lipiński
- 4 Marcin Prus
- 6 Marek Kardoš
- 7 Dušan Kubica
- 8 Rafał Musielak
- 9 Wojciech Serafin
- 11 Robert Szczerbaniuk
- 12 Jarosław Stancelewski
- 13 Sebastian Świderski
- 14 Paweł Papke
- 16 Aleksander Januszkiewicz
- 17 Bartłomiej Soroka
- I trener Waldemar Wspaniały
- II trener Andrzej Kubacki

Mostostal-Azoty Kędzierzyn-Koźle – mistrz Polski 2002/2003
- 2 Roland Dembończyk
- 3 Piotr Lipiński
- 6 Marek Kardoš
- 7 Dušan Kubica
- 8 Rafał Musielak
- 9 Wojciech Serafin
- 10 Robert Szczerbaniuk
- 12 Jarosław Stancelewski
- 13 Sebastian Świderski
- 14 Paweł Papke
- 16 Aleksander Januszkiewicz
- 17 Bartłomiej Soroka
- I trener Waldemar Wspaniały
- II trener Andrzej Kubacki

ZAKSA Kędzierzyn-Koźle – mistrz Polski 2015/2016
- 1 Paweł Zatorski
- 2 Kevin Tillie
- 4 Krzysztof Rejno
- 6 Dawid Konarski
- 7 Rafał Buszek
- 8 Jurij Hładyr
- 9 Łukasz Wiśniewski
- 12 Grzegorz Bociek
- 13 Kamil Semeniuk
- 14 Grzegorz Pająk
- 15 Sam Deroo
- 16 Benjamin Toniutti
- 18 Korneliusz Banach
- 19 Patryk Czarnowski
- I trener Ferdinando De Giorgi
- II trener Oskar Kaczmarczyk
- II trener Michał Chadała

ZAKSA Kędzierzyn-Koźle – mistrz Polski 2016/2017
- 1 Paweł Zatorski
- 2 Kevin Tillie
- 3 Dominik Witczak
- 6 Dawid Konarski
- 7 Rafał Buszek
- 9 Łukasz Wiśniewski
- 10 Mateusz Bieniek
- 11 Bartosz Jastrowicz
- 12 Grzegorz Bociek
- 13 Kamil Semeniuk
- 14 Grzegorz Pająk
- 15 Sam Deroo
- 16 Benjamin Toniutti
- 17 Aleksander Maziarz
- 18 Korneliusz Banach
- 19 Patryk Czarnowski
- I trener Ferdinando De Giorgi
- II trener Oskar Kaczmarczyk
- II trener Michał Chadała

ZAKSA Kędzierzyn-Koźle – mistrz Polski 2018/2019
- 1 Paweł Zatorski
- 2 Łukasz Kaczmarek
- 3 Łukasz Walawender
- 4 Przemysław Stępień
- 5 James Shaw
- 6 Benjamin Toniutti
- 8 Sławomir Jungiewicz
- 9 Łukasz Wiśniewski
- 10 Mateusz Bieniek
- 11 Aleksander Śliwka
- 12 Brandon Koppers
- 13 Rafał Szymura
- 14 Grzegorz Wójtowicz
- 15 Sam Deroo
- 16 Tomasz Kalembka
- 17 Mateusz Sacharewicz
- 19 Maciej Walczak
- 20 Kamil Szymura
- I trener Andrea Gardini
- II trener Michał Chadała

### Obcokrajowcy w klubie
| Lata gry                       | Imię i nazwisko                       | Pozycja                 |
| ------------------------------ | ------------------------------------- | ----------------------- |
| 1999–2000                      | Igor Woronin                          | przyjmujący             |
| 2000–2005                      | Dušan Kubica                          | libero                  |
| 2001–2004                      | Marek Kardoš                          | rozgrywający            |
| 2003–2004 2012 (od 04.01.2012) | Jiří Popelka                          | atakujący przyjmujący   |
| 2004–2005                      | Karol Šrámek                          | atakujący               |
| 2004–2006                      | Tomáš Kmeť                            | środkowy                |
| 2004–2006                      | Stanislav Vartovník                   | przyjmujący             |
| 2005–2006                      | Martin Sopko                          | przyjmujący             |
| 2005–2007                      | Petr Zapletal                         | rozgrywający            |
| 2006–2007                      | Mykoła Karzow                         | środkowy                |
| 2006–2008                      | Eugen Bakumovski                      | przyjmujący             |
| 2007–2009                      | Jakub Novotný                         | atakujący               |
| 2008–2009 2013–2014            | Dan Lewis                             | przyjmujący             |
| 2008–2010                      | Terence Martin                        | przyjmujący             |
| 2008–2010                      | Michal Masný                          | rozgrywający            |
| 2009–2010                      | Tuomas Sammelvuo                      | przyjmujący             |
| 2009–2016                      | Jurij Hładyr                          | środkowy                |
| 2010–2011                      | Tomislav Šmuc                         | rozgrywający            |
| 2010–2011                      | Idner Faustino Lima Martins           | przyjmujący             |
| 2010–2011                      | Tine Urnaut                           | przyjmujący             |
| 2011–2012                      | Guillaume Samica                      | przyjmujący             |
| 2011–2013                      | Antonin Rouzier                       | atakujący               |
| 2011–2013                      | Serhij Kapełuś                        | przyjmujący             |
| 2012–2013                      | Felipe Luiz Fonteles                  | przyjmujący             |
| 2012–2013                      | Rogerio Lintz Leite Medeiros Nogueira | przyjmujący             |
| 2013–2014 (od 14.11.2013)      | Dustin Schneider                      | rozgrywający            |
| 2013–2015                      | Dick Kooy                             | przyjmujący             |
| 2014–2015                      | Nimir Abdel-Aziz                      | rozgrywający            |
| 2014–2015                      | Kay van Dijk                          | atakujący               |
| 2014–2015                      | Lucas Lóh                             | przyjmujący             |
| 2015–2017                      | Kévin Tillie                          | przyjmujący             |
| 2015–2019                      | Sam Deroo                             | przyjmujący             |
| 2015–2021                      | Benjamin Toniutti                     | rozgrywający            |
| 2017–2018                      | Maurice Torres                        | atakujący               |
| 2017–2018                      | Marco Falaschi                        | rozgrywający            |
| 2018–2019                      | Brandon Koppers                       | przyjmujący             |
| 2019 (od 02.02.2019)           | James Shaw                            | rozgrywający, atakujący |
| 2019–2020                      | Simone Parodi                         | przyjmujący             |
| 2019–2020                      | Árpád Baróti                          | atakujący               |
| 2019–2025                      | David Smith                           | środkowy                |
| 2021–2025                      | Erik Shoji                            | libero                  |
| 2022–2023 (do 10.01.2023)      | Denis Karjagin                        | przyjmujący             |
| 2022–2024                      | Dmytro Paszycki                       | środkowy                |
| 2022–2024                      | Twan Wiltenburg                       | środkowy                |
| 2023–2025                      | Daniel Chițigoi                       | przyjmujący             |
| 2023–2025                      | Andreas Takvam                        | środkowy                |
| 2024–                          | Igor Grobelny                         | przyjmujący             |
| 2025–                          | Quinn Isaacson                        | rozgrywający            |

## Trenerzy

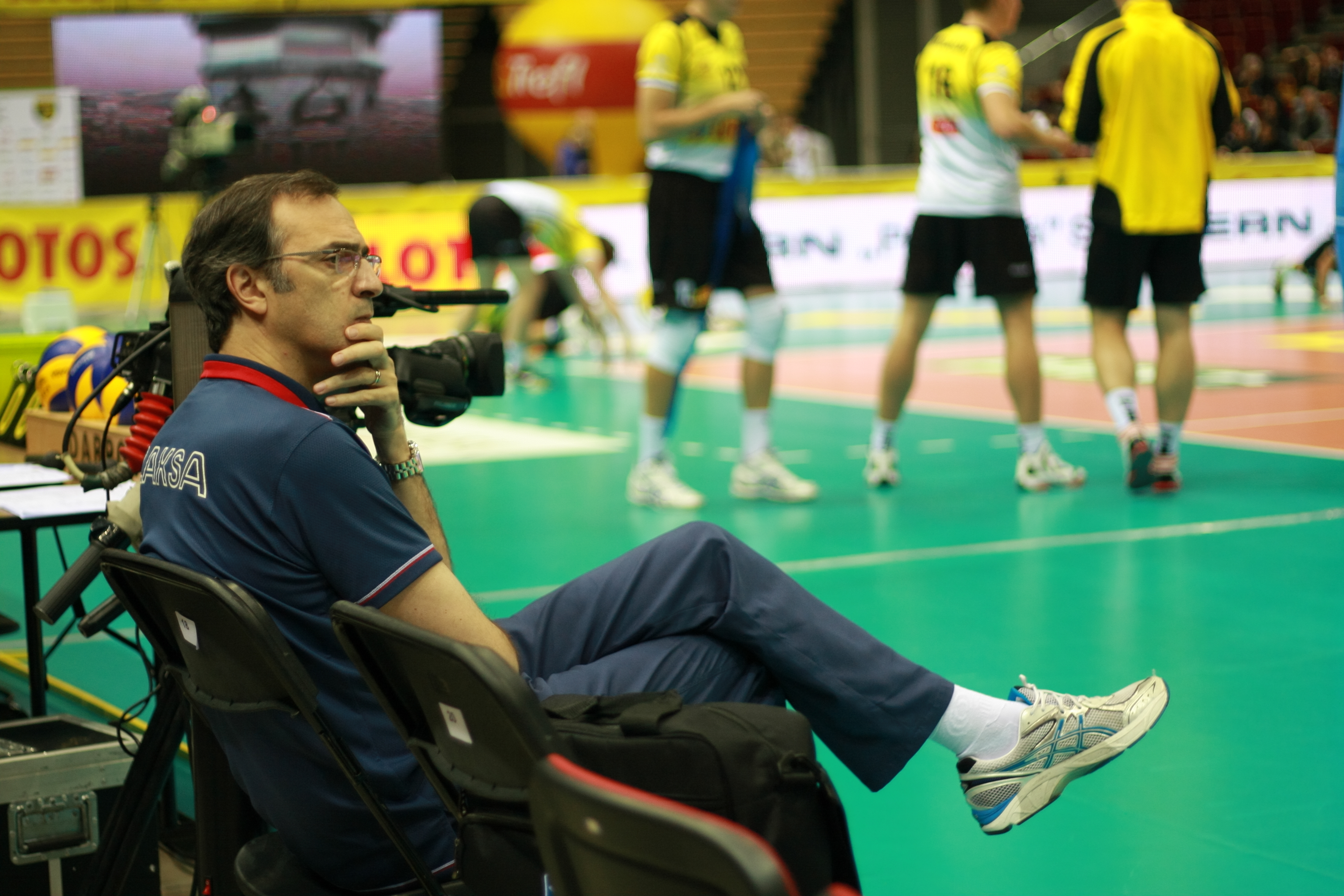
Daniel Castellani trenerem Grupy Azoty ZAKSA Kędzierzyn-Koźle w sezonie 2012/2013

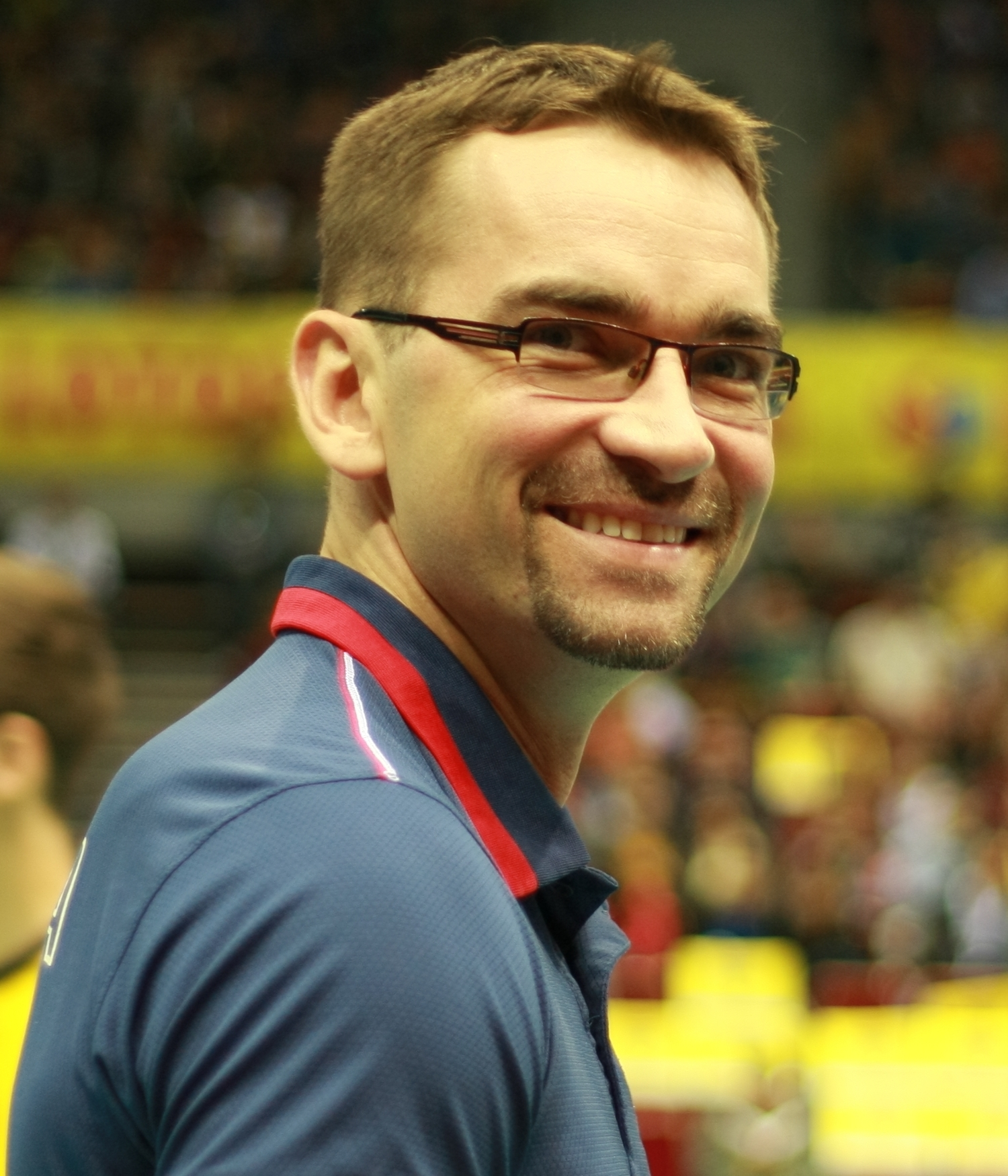
Sebastan Świderski trenerem ZAKSY Kędzierzyn-Koźle w latach 2013-2015

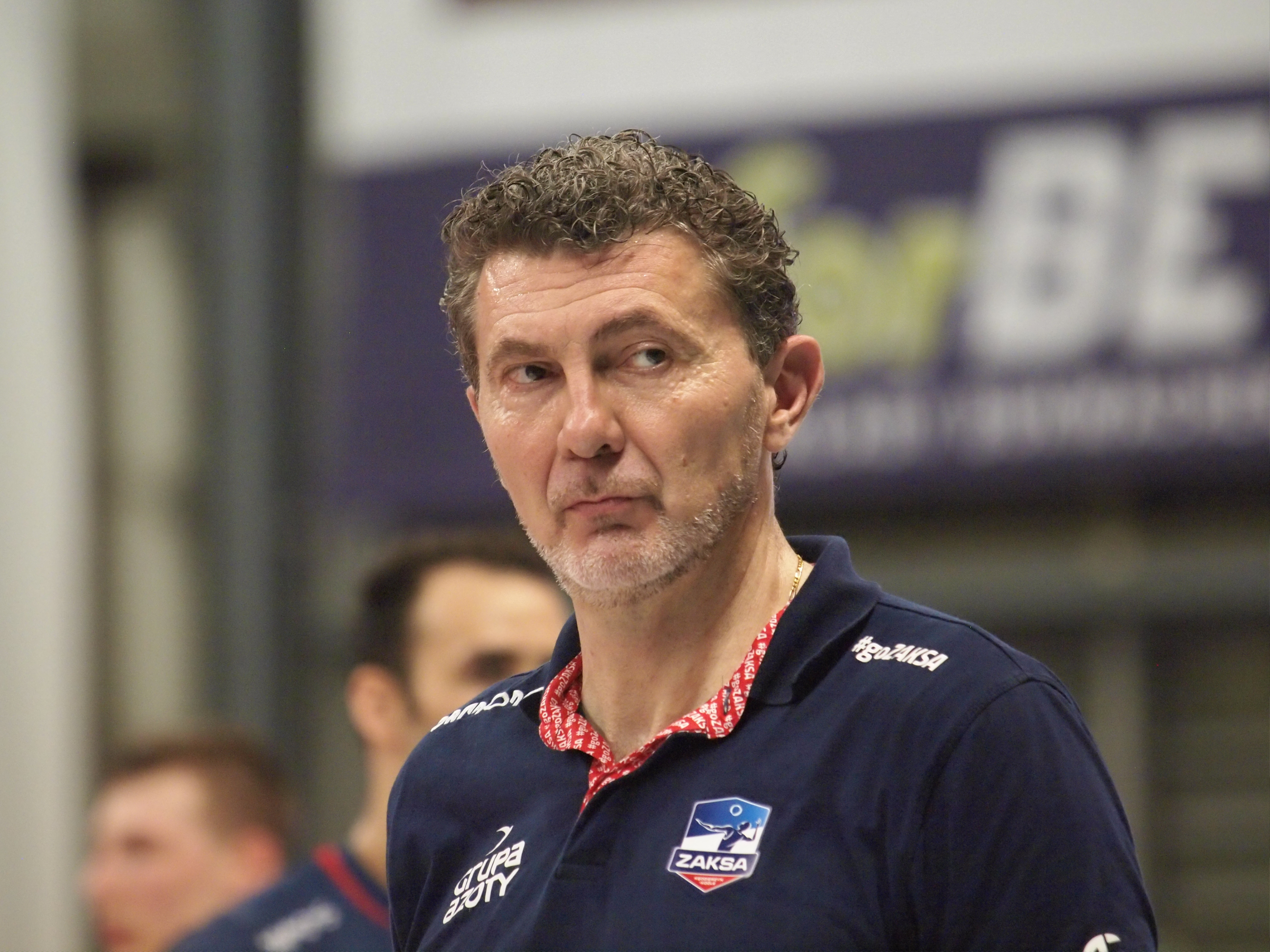
Andrea Gardini trenerem ZAKSY Kędzierzyn-Koźle w latach 2017-2019

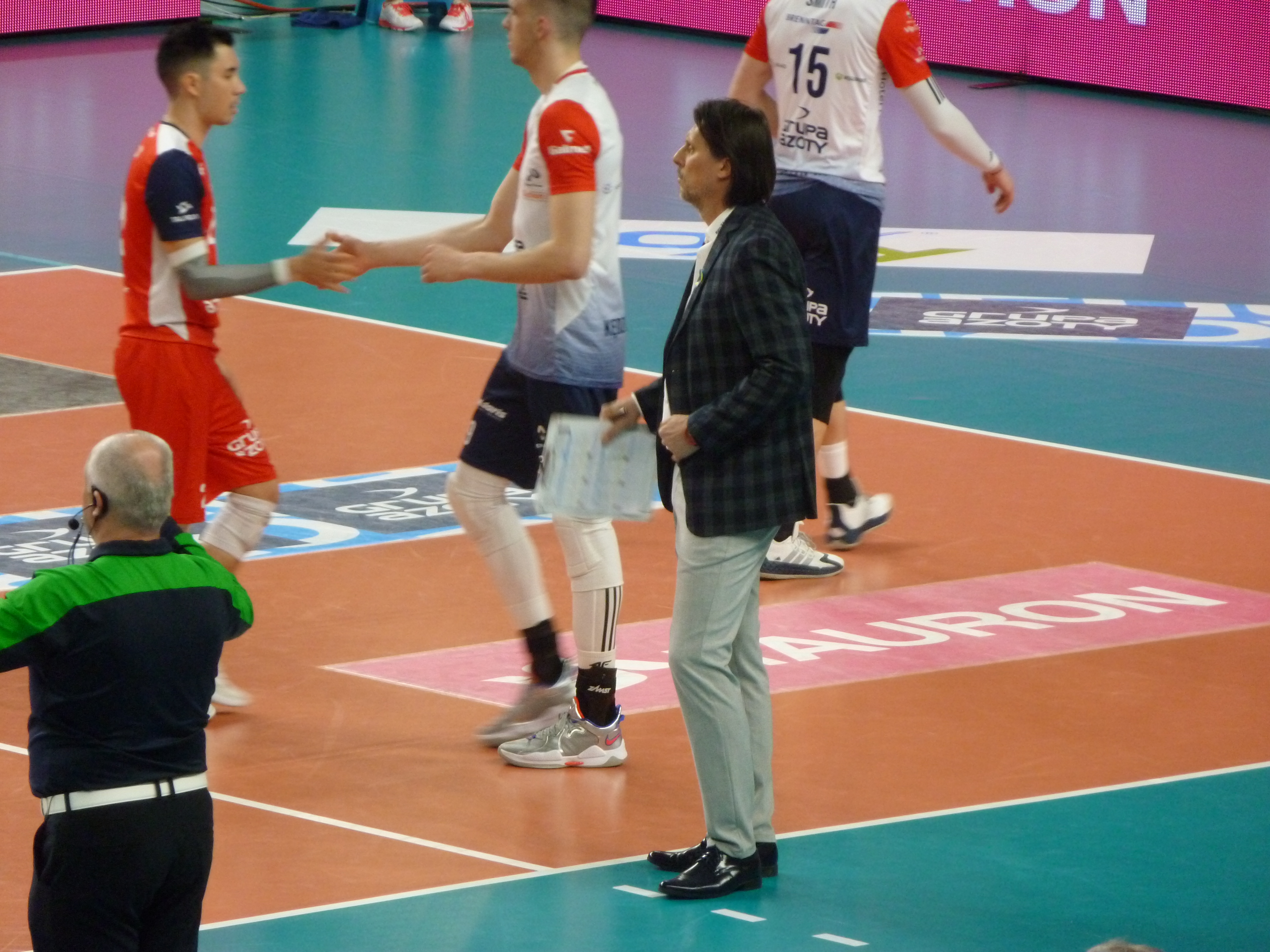
Gheorghe Crețu trenerem Grupy Azoty ZAKSA Kędzierzyn-Koźle w sezonie 2021/2022

| Nazwisko             | Od   | Do   |
| -------------------- | ---- | ---- |
| Leszek Milewski      | 1993 | 1997 |
| Jan Such             | 1997 | 1999 |
| Waldemar Wspaniały   | 1999 | 2004 |
| Rastislav Chudík     | 2004 | 2005 |
| Wojciech Drzyzga     | 2005 | 2006 |
| Andrzej Kubacki      | 2006 | 2008 |
| Krzysztof Stelmach   | 2008 | 2012 |
| Daniel Castellani    | 2012 | 2013 |
| Sebastian Świderski  | 2013 | 2015 |
| Ferdinando De Giorgi | 2015 | 2017 |
| Andrea Gardini       | 2017 | 2019 |
| Nikola Grbić         | 2019 | 2021 |
| Gheorghe Crețu       | 2021 | 2022 |
| Tuomas Sammelvuo     | 2022 | 2024 |
| Adam Swaczyna        | 2024 | 2024 |
| Andrea Giani         | 2024 |      |